# شاهپور شهبازی
شاهپور شهبازی (زاده ۱۵ خرداد ۱۳۴۰ در توابع کرمانشاه) کارگردان، فیلم‌نامه‌نویس و نویسنده ایرانی است.

## زندگی‌نامه
وی پس از گذراندن دوران کودکی و نوجوانی برای ادامه تحصیل به کشور آلمان مهاجرت کرد.
شاهپور شهبازی پس از گذراندن دوران کالج در دانشگاه هایدلبرگ آلمان، در «دانشگاه دولتی هنرهای تجسمی کارلسروهه» به ادامه تحصیل پرداخت.
فیلسوفان مهم آلمانی پیتر اسلوتردیک (Peter Sloterdijk) و بوریس کرویس (Boris Groys) در رشتهٔ فلسفه و پروفسور هانس بلار (Hans Beller) و لوتر اسپری (Lother Spree) در رشتهٔ سینما از استادان این دوره شاهپور شهبازی بودند.
شاهپور شهبازی پس از اخذ مدرک فوق‌لیسانس، در رشته «پژوهش هنر» به عنوان دانشجوی دکترا و زیر نظر استاد راهنما بوریس کرویس (Boris Groys) فیلسوف آلمانی، در دانشگاه کارلسروهه پذیرفته شد.

## جوایز و افتخارات
- دریافت جایزه تندیس بهترین تحلیل سینمایی از طرف انجمن منتقدان و نویسندگان سینمای ایران[۱] (۱۳۹۶)
- جایزه و لوح تقدیر از سوی کانون فیلمنامه نویسان برای مجموعه فعالیت‌ها در عرصه فیلمنامه‌نویسی[۲] (۱۳۹۳)
- لوح تقدیر و کارت افتخاری عضویت در باشگاه نویسندگان ایران[۳] (۱۳۹۳)
- برنده قلم زرین بهترین تألیف سینمایی از سوی خانه سینما[۴] (۱۳۹۰)
- برنده جایزه ویژه هیئت داوران بین‌الملل (ایسسکو) در چهلمین جشنواره بین‌المللی رشد[۵] برای تله فیلم پُل[۶] در سال (۱۳۸۹)
- برنده جایزه کارگردانی در جشنواره فیلم‌های کوتاه آلمان (۱۹۹۹)
- برنده جایزه فیلم کوتاه جشنواره گوتنبرگ (۱۹۹۹)

## تالیفات سینمایی
| نام کتاب                                      | تألیف/ترجمه | ناشر       | سال نشر |
| --------------------------------------------- | ----------- | ---------- | ------- |
| مثلث                                          | تألیف       | نشر سیب    | ۱۴۰۲    |
| متافیزیک انقلاب و قدرت                        | تألیف       | نشر سیب    | ۱۴۰۱    |
| گفتم؛گفت                                      | تالیف       | نشر نورهان | ۱۴۰۰    |
| ماکیاول و صد راه رذالت                        | تالیف       | نشر نظر    | ۱۳۹۹    |
| ترمینولوژی تحلیلی فیلمنامه                    | تالیف       | نشر چشمه   | ۱۳۹۷    |
| دیالکتیک چشم‌ها                                | تألیف       | نشر چشمه   | ۱۳۹۴    |
| دراماتورژی فیلم                               | تألیف       | نشر چشمه   | ۱۳۹۴    |
| تئوری‌های فیلمنامه در سینمای داستانی (جلد دوم) | تألیف       | نشر چشمه   | ۱۳۹۳    |
| تئوری‌های فیلمنامه در سینمای داستانی (جلد اول) | تألیف       | نشر چشمه   | ۱۳۹۰    |

## سوابق کارگردانی
| نام فیلم             | سال  | نویسنده       | کارگردان      | تهیه کننده      | مدت        | توضیحات و جوایز |
| -------------------- | ---- | ------------- | ------------- | --------------- | ---------- | --- |
| در میان دیوارها      | ۱۳۹۴ | شاهپور شهبازی | شاهپور شهبازی | جواد خمیس آبادی | سینمایی    | بنا به دلایلی هنوز مجوز اکران نگرفته‌است!! |
| سکوت پروانه‌ها        | ۱۳۹۳ | شاهپور شهبازی | شاهپور شهبازی | مجید پریخواه    | تله فیلم   | پخش در شبکه خانگی و شبکه ۳ سیما |
| یاداشت‌های شبنم و داس | ۱۳۹۱ | شاهپور شهبازی | شاهپور شهبازی |                 | مستند      | ساخته شده در آلمان و ایتالیا |
| پل                   | ۱۳۸۹ | شاهپور شهبازی | شاهپور شهبازی | جواد خمیس آبادی | تله فیلم   | برنده جایزه ویژه هیئت داوران بین‌الملل (ایسسکو) در چهلمین جشنواره بین‌المللی رشد                                                                 |
| شبنم و سیب           | ۱۳۸۷ | شاهپور شهبازی | شاهپور شهبازی |                 | مستند      | - |
| ماسک مقدس            | ۲۰۰۰ | شاهپور شهبازی | شاهپور شهبازی |                 | نیمه بلند  | ساخته شده در زیمبابوه |
| در جستجوی خانه       | ۲۰۰۰ | شاهپور شهبازی | شاهپور شهبازی |                 | مستند      | ساخته شده در آلمان، زیمبابوه و موزامبیک |
| مترسک                | ۱۹۹۹ | شاهپور شهبازی | شاهپور شهبازی |                 | فیلم کوتاه | برنده جایزه کارگردانی در جشنواره فیلم‌های کوتاه آلمان برنده جایزه فیلم کوتاه جشنواره کوتنبرگ کاندید سیمرغ بلورین در جشنواره بین‌المللی فجر ایران |
| عزیمت                | ۱۹۹۸ | شاهپور شهبازی | شاهپور شهبازی |                 | نیمه بلند  | - |
| گذر                  | ۱۹۹۸ | شاهپور شهبازی | شاهپور شهبازی |                 | فیلم کوتاه | - |
| سال نو مبارک         | ۱۹۹۷ | شاهپور شهبازی | شاهپور شهبازی |                 | فیلم کوتاه | - |

## فیلمنامه‌ها
- سیاو
- آخرین پلاک - فیلمنامه ی جنگی، سینمایی (سال ۱۳۸۳)
- شازده کوچولو -  دارم اجتماعی، سینمایی (سال ۱۳۸۴)
- گریه ققنوس - ملودرام، سینمایی (سال ۱۳۸۵)
- رستم ایران کیه - درام اجتماعی. سینمایی (سال ۱۳۸۶)
- سفر بزرگ - ملودرام . سینمایی (سال ۱۳۸۸)
- سینما پردیس - ملودرام. سینمایی (سال ۱۳۹۰)
- دایره طلایی - درام احتماعی. سینمایی (سال ۱۳۹۲)
- سمفونی بزن و بکوب - سریال ۳۲ قسمتی، کمدی با همکاری فرهاد توحیدی (سال ۱۳۹۳)
- شبنم و شادی - درام اجتماعی سینمایی (سال ۱۳۹۸)

## سوابق مشاور فیلمنامه و بازنویسی فیلمنامه
- فیلم آرزو - علی دهکردی. بازنويسي فيلمنامه و تدوين فیلم (سال ۱۳۸۶)
- نگارش ۵ فیلمنامه  مستند «یادداشت های باد» کارگردان محمد رضا حسینی (سال ۱۳۸۷)
- مشاور دراماتیک فیلمنامه  «خانه ی مخفی کتی» علی ژکان. (سال ۱۳۸۹)
- مشاور دراماتیک و بازنویسی ۲۵ قسمت «سريال قهر و آشتي» علي ژكان (سال ۱۳۹۱)
- مشاور دراماتیک «سريال زيما» 32 قسمت - کارگردان عباس رنجبر  (سال ۱۳۹۴)

## فعالیت‌های دانشگاهی و آموزشی
- استاد دانشکده سینما و تئاتر تهران (فیلمنامه نویسی)
- استاد دانشگاه آزاد هنر و معماری تهران (فیلمنامه نویسی)
- استاد دانشگاه آزاد سوره تهران (فیلمنامه نویسی و تحلیل فیلم)
- استاد دانشگاه آزاد سپهر اصفهان (فیلمنامه نویسی)
- استاد کانون سینماگران جوان -  فیلمنامه نویسی. کارگردانی (تحلیل فیلم)

## سایر فعالیت ها
- تاسیس کانون فیلم ایرانیان اشتودگارد به همراه سایرین (سال ۱۳۷۲)
- جلسات و سخنرانی ها مختلف در مورد سینما در اشتوگارد، کلن، تهران، اصفهان و آبادان (سال ۱۳۷۳ تا ۱۳۹۸)
- چاپ مقالات متعدد سینمایی در مجلات سینمایی داخل و خارج کشور  (سال ۱۳۷۷ تا ۱۳۹۸)
- داور جشنواره فیلم های کوتاه سوره تهران
- داور جشنواره فیلم های کوتاه اصفهان
- داور جشنواره فیلم های کوتاه یزد